# 采列城堡

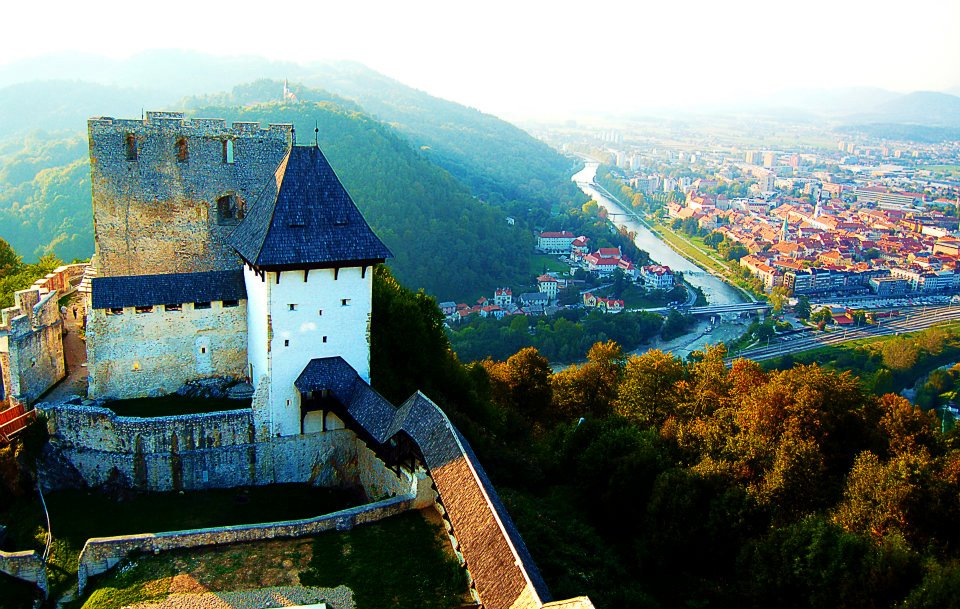
采列城堡與采列市景

采列城堡是位於斯洛維尼亞城市采列的一座城堡。現在采列城堡正在得到重建。采列城堡曾是斯洛維尼亞最大的防禦工事。

## 外部連結
- Official website （页面存档备份，存于）

46°13′11″N 15°16′15″E / 46.21972°N 15.27083°E